# David Wise (freestyleåkare)
David Wise, född den 30 juni 1990, är en amerikansk freestyleåkare.
Han tog OS-guld i herrarnas halfpipe i samband med de olympiska utförstävlingarna 2014 i Sotji.